# Faulhaber (Adelsgeschlecht)

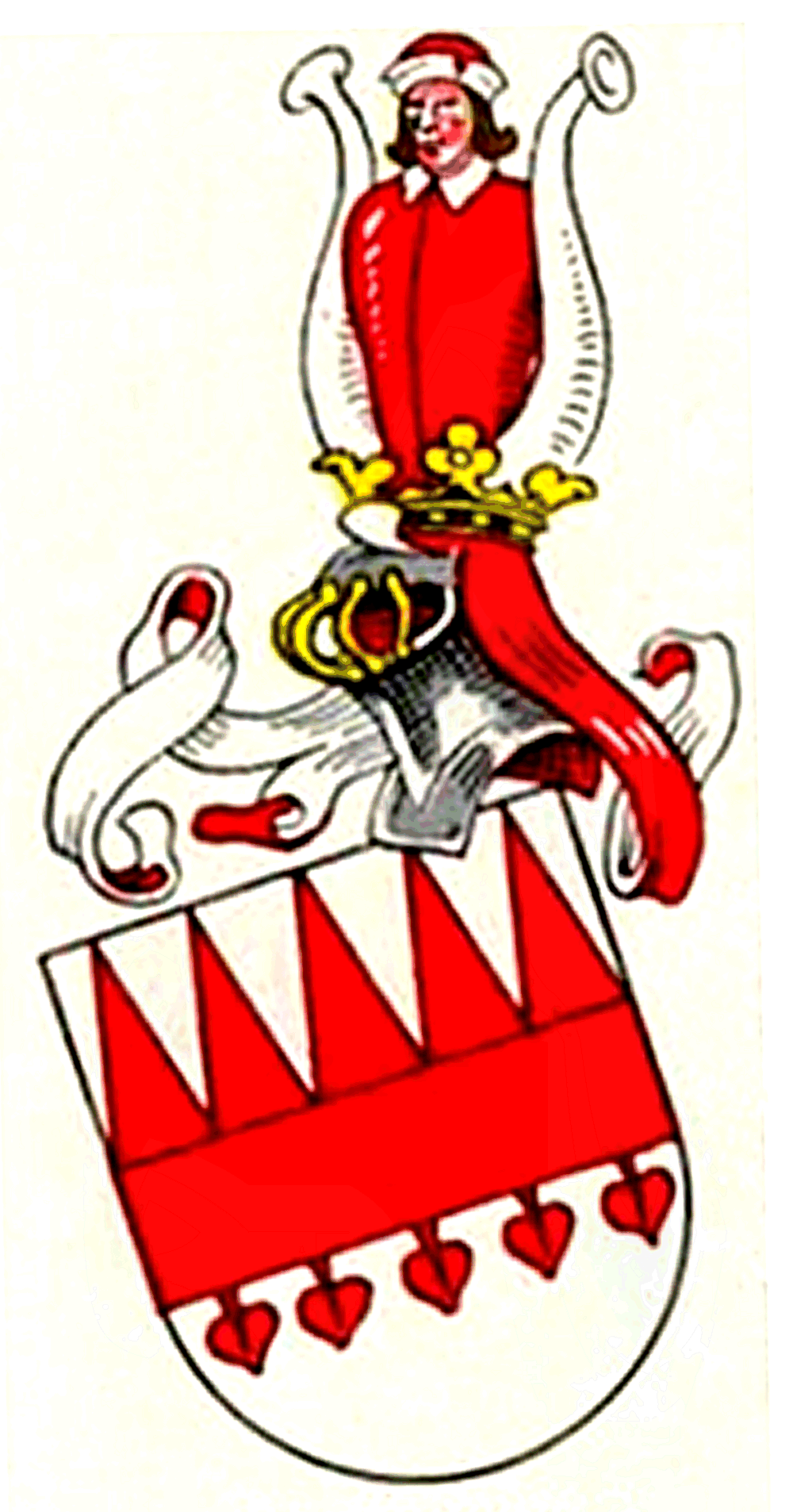
Wappen der Familie Faulhaber von Orb und Wächtersbach

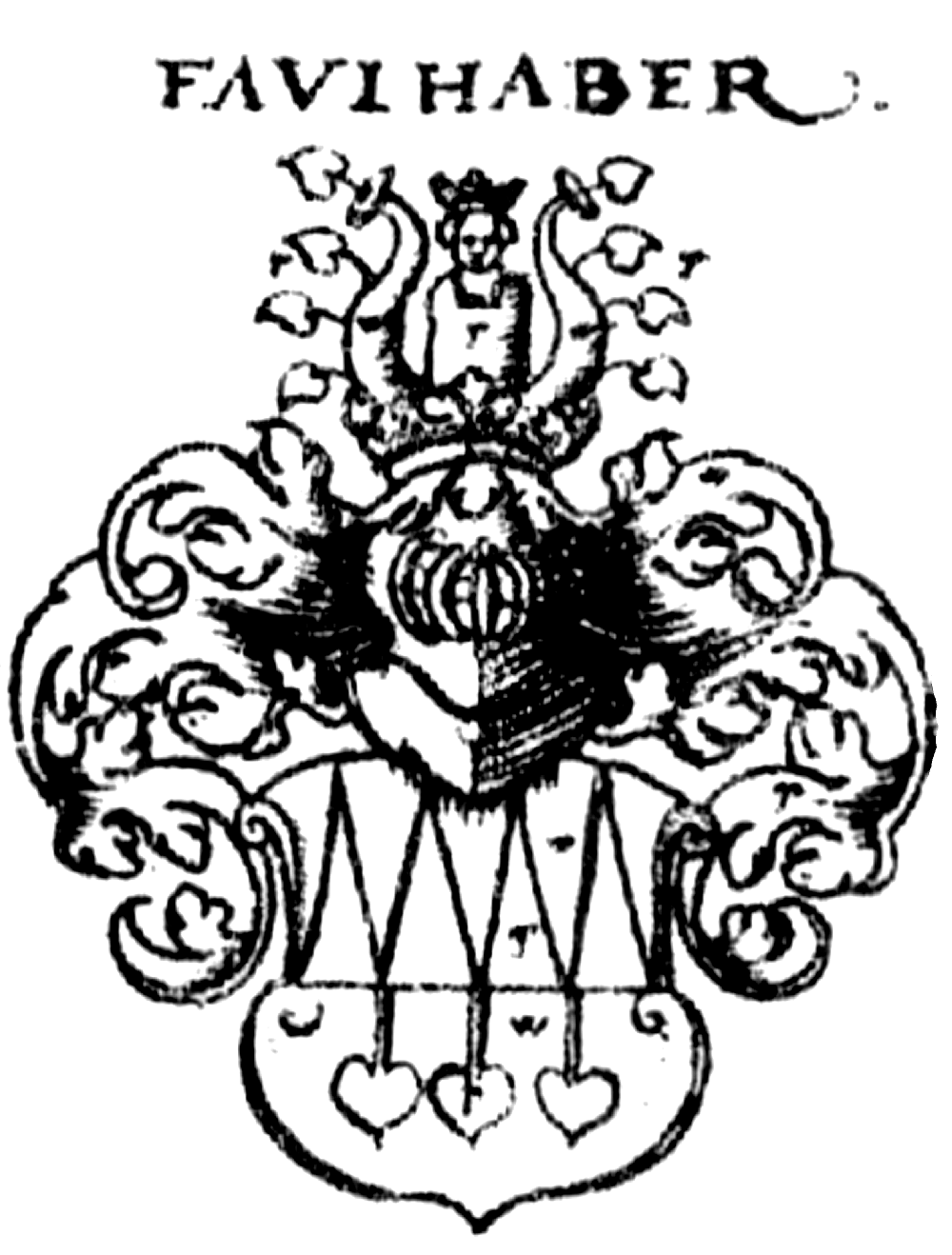
Wappen der Faulhaber in Siebmachers Wappenbuch, 1702

Die Familie von Faulhaber gehörte dem fränkischen Niederadel an. Sie war weit verzweigt und schwerpunktmäßig im Raum zwischen Franken und der Wetterau ansässig. Der Name kennt viele Varianten, wie Faulhaber, Fulhaber und Fulhabir, wird immer wieder mit dem Zusatz von „Wächtersbach und Orb“ versehen. Auch diese Zusatzbezeichnung wechselt zwischen Wechtersbach und Wächtersbach, beziehungsweise Orb, Urb, Urba und Orba.

## Geschichte
Seit dem 13. Jahrhundert treten Mitglieder der Familie von Faulhaber als Edelknechte der Kirche und des Adels auf. Im 16. Jahrhundert inkorporierte man die Familie in die reichsfreie Ritterschaft des Kantons Odenwald. Für die Zeit vom 14. bis zum 16. Jahrhundert findet sich eine Fülle von Dokumenten, die diverse Rechtsgeschäfte von Mitgliedern der Familie im Raum zwischen Schlüchtern und Mainz, mit deutlichem Schwerpunkt in Wächtersbach und Orb belegen. Auch im 20. Jahrhundert werden noch Nachkommen dieser Familie genannt.

## Wappen der Familie
Das Faulhabersche Wappen wird wie folgt blasoniert: „In silber ein roter Balken, aus dem nach oben fünf rote Spitzen, nach unten fünf rote Lindenblätter wachsen“. An anderer Stelle wird ergänzt „Die Helmdecken sind innen silbern, nach außen rot umschlagend; gehörnter Helm, woraus zwei Ochsenhörner wachsen, die seitlich von vier roten Kleeblättern geschmückt sind. Dazwischen ein armloses Frauenzimmer mit rotem Rock, silbernem Gürtel und Krone auf dem Kopf“.

## Mitglieder der Familie

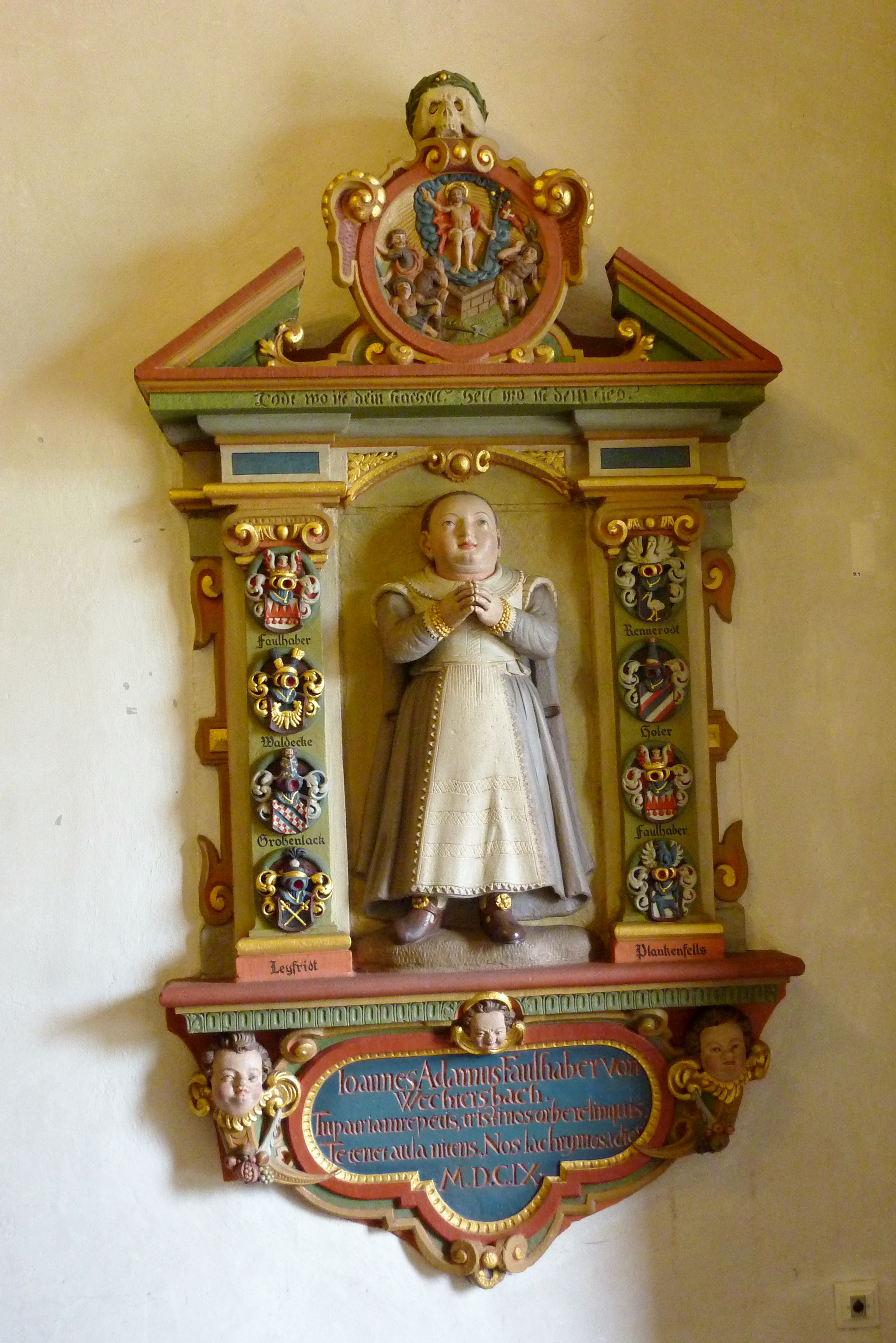
Epitaph für Johann Adam Faulhaber

- In den Jahren 1250 und 1261 erscheint ein Dietrich Faulhaber mit einem Sohn gleichen Namens. Über ihn heißt es: Er ist „ordentlicher Stammherr aller nachstehenden Herren und Frauen dieses ... Geschlechts“. Genannt wird Dieter Faulhaber im Zusammenhang mit einem Grundstücksstreit mit der Benediktinerabtei Neustadt am Main.
- Ein anderer Dietrich Faulhaber (um 1325 – vor 1380, Sohn von Berthold Faulhaber und Gele Schultheiß) und seine Frau Luckard erwarben am 2. Juni 1365 von Konrad von Trimberg das Dorf Weilers. Die Familie Faulhaber behält es etwa 250 Jahre, bis 26. März 1603 zu Lehen.
- Ebenfalls ein Dietrich von Faulhaber war 1398–1436 als Dietrich II. Abt des Klosters Schlüchtern.
- Bechtold Faulhaber (ca. 1377–1437) in Wächtersbach, (Sohn von Conrad Faulhaber (* um 1350; † nach 1390) und NN von Karlsbach und Enkel von Dietrich Faulhaber (* um 1325; † vor 1380) und seiner Frau Luckard[5]), wurde 1428 und 1437 mit umfangreichen Gütern in Orb belehnt[6]. Er erlangte 1425 für sein Besitztum, den Freihof in Orb, Steuerfreiheit auf alle Zeit[7]
- Henne von Marborn, genannt Fulhabir erscheint in einer Urkunde von 1413 … „Die Faulhaber stammen ursprünglich aus Marborn und sind identisch mit den Edelherren von Marborn. Aus der Wappengleichheit ist es auch zu erkennen, da es dasselbe derer von Faulhaber ist“[8].
- Ewald Faulhaber († 1486) Domherr in Mainz, mit der Position eines Domkantors, ist möglicherweise der Stifter des berühmten Tafelbildes des Meisters der Darmstädter Passion, in der Bad Orber Martinskirche[9] Ein Bild des Stifters erscheint auf einer der Tafeln.
- Die Faulhaberin, ist ein Mitglied der Familie von Faulhaber, ihr Vorname und Familienzusammenhang ist jedoch nicht bekannt. Sie wird 1564 der Hexerei angeklagt. Nach einer lange währenden, durch Graf Georg von Isenburg-Büdingen veranlassten, schweren Folter, mit nachhaltigen, gesundheitlichen Folgen, wurde sie, mangels eines Geständnisses, begnadigt.
- Johann Adam Faulhaber († 1609), war ein Sohn von Johann Ludwig Faulhaber „zu Urb und Wechtersbach“ († 1613)[10], aus dessen zweiten Ehe, mit Catharina von Erthal und Hetzels, die mütterlicherseits aus der Familie von Thüngen stammte[11]. Er starb im Kindesalter an Hunde- oder Wolfsbissen.
- Johann Engelbert Faulhaber, ist der letzte männliche Erbe eines Zweiges der Familie Faulhaber. Er war ein Sohn von Johann Ludwig Faulhaber aus dessen erster Ehe, und starb im Jahr 1624[12].